# Romance in e-mineur voor viool en piano
De Romance in e-mineur voor viool en piano is een compositie van Christian Sinding. Het werk dateert van 1886 en werd toen ook uitgegeven. Het kende enige populariteit gezien het feit dat het in 1913 door Carl Fischer werd uitgegeven in de Verenigde Staten.
In 2013 was slechts één opname beschikbaar via CPO Recordings. Violiste Dora Bratsjkova nam het op met Andreas Meyer-Hermann.